# Śliwica
Śliwica (niem. Nahmgeist; dawn. Śliwice) – wieś w Polsce położona w województwie warmińsko-mazurskim, w powiecie elbląskim, w gminie Rychliki.
W latach 1975–1998 miejscowość położona była w województwie elbląskim.
Zobacz też: Śliwice